# 福州安澜会馆
福州安澜会馆，又名浙江会馆、上北馆，位于中国福建省福州市仓山区仓前街道仓前路，清乾隆四十年（1775年）始建，原为浙人在闽经商及官员、名人聚集之处。坐南朝北，占地面积约2400平方米。建筑前后二落，正殿面阔三间，进深七柱，重檐歇山顶；正殿前为戏台，两侧为双层廊房。会馆右侧为孙文靖（孙尔准）公祠，立有《孙文靖碑记》，记述孙尔准修福州小西湖及兴化木兰陂等事迹。2009年11月16日公布为第七批福建省文物保护单位。